# Hättskär, Korpo
Hättskär är en ö i Finland. Den ligger i Skärgårdshavet och i kommunen Pargas i den ekonomiska regionen  Åboland i landskapet Egentliga Finland, i den sydvästra delen av landet. Ön ligger omkring 78 kilometer sydväst om Åbo och omkring 210 kilometer väster om Helsingfors.  Den ligger på ön Hättskärs kobben.
Öns area är 4,2 hektar och dess största längd är 440 meter i öst-västlig riktning.